# Fly
Fly (ang. Fly River, indonez. Sungai Fly) – rzeka w Papui-Nowej Gwinei (na odcinku 100 km graniczna z Indonezją), jedna z najdłuższych rzek na Nowej Gwinei (ok. 1110 km). Powierzchnia jej dorzecza wynosi 64,4 tys. km². 
Wypływa z Gór Wiktora Emanuela i Star Mountains. W środkowej oraz dolnej części płynie przez bagienną nizinę, gdzie tworzy liczne starorzecza oraz odgałęzienia. Uchodzi estuarium do Zatoki Papua na Morzu Koralowym. Główne dopływy to Palmer, Alice i Strickland.
Rzeka Fly pojawia się w jednej z bajek polskiej bajkopisarki Marii Krüger. Rzeka ma w opowieści dar przywracania młodości starym ludziom. Bajkę tę napisała Maria Krüger na podstawie zapisków ojca Edmunda Krügera, podróżnika i przyjaciela żeglarza Mariusza Zaruskiego.